# ماری لوئیز کولیرو پریکا
ماری لوئیز کولیرو پریکا (انگلیسی: Marie Louise Coleiro Preca؛ زادهٔ ۷ دسامبر ۱۹۵۸) رئیس جمهور مالت در دورهٔ نهم ریاست جمهوری این کشور می‌باشد.